# Camillo Beccio
Camillo Becci (falecido em 1620) foi um prelado católico romano que serviu como bispo de Acqui (1598–1620).

## Biografia
Camillo Becci foi ordenado sacerdote na Ordem de Santo Agostinho. No dia 25 de novembro de 1598, foi nomeado Bispo de Acqui durante o papado de Clemente VIII. A 10 de janeiro de 1599, foi consagrado bispo por Gian Francesco Biandrate di San Giorgio Aldobrandini, Cardeal-Sacerdote de San Clemente, com Giovanni Fontana, Bispo de Ferrara, e Carlo Trotti, Bispo de Bagnoregio, servindo como co-consagradores. Becci serviu como Bispo de Acqui até à sua morte em 1620. Faleceu em 1562. Enquanto bispo, foi o co-consagrador principal de Fabrizio Verallo, bispo de San Severo (1606), e Vincenzo Meligne, bispo de Ostuni.